# Thesium radicans
Thesium radicans là một loài thực vật có hoa trong họ Santalaceae. Loài này được Hochst. ex A. Rich. miêu tả khoa học đầu tiên.